# Spencer & Hill
Spencer & Hill — немецкий музыкальный дуэт в стиле хауса, созданный двумя диджеями-продюсерами Manuel Reuter (DJ Manian) и Manuel Schleis, существовавший в 2005—2013 годах.

## История
Два диджея Мануэль Ройтер и Мануэль Шлайс познакомились в начале 2000-х и сразу же нашли друг в друге одинаковые музыкальные вкусы. Оба были диджеями, продюсерами и ремиксёрами. В конце концов они решают объединить свои усилия и собираются в проект, который называют «Spencer & Hill», на основе американского фильма-вестерна о двух шерифах 1960-х годов. Первая их работа выходит в конце 2005 года. Затем ребята стремительно начинают набирать популярность благодаря ремиксам на таких музыкантов и музыкальных коллективов как Cascada, Tiesto, Paul Van Dyk, Moby, Cosmic Gate, Taio Cruz. После этого ребята обрели очень значимый статус на электронной танцевальной сцене всего мира. В 2009 году они получают премию «Dance Act of the year by DDC». В 2010 году они выпускают первую серию альбомов-сборников собственного творчества «House Beats Made In Germany», первый сборник из которых попал в топ-5 лучших альбомов iTunes. В конце 2010 года они выпускают альбом «The Funky Years», а затем, в 2011 году, они выпускают сингл «Yeah, Yeah, Yeah» который попал на 1 место в чарте Beatport.
В 2012-13 годах дуэт экспериментировал в жанре набирающих популярность «биг-рум» хауса и «комплекстро», хотя изначальную популярность они обрели именно со стилями «фиджет» и «электро-прогрессив». Как результат, произошёл спад популярности, и Шлайс углубился в выпуски семплов, практически покинув дэнс-сцену. Последний релиз «Spencer & Hill — Washed Out Road», вышедший осенью 2013 года, был сольно создан Ройтером, при участии британской вокалистки Линдзи Наурс. В декабре 2013 года дуэт объявил о своём распаде.
Начиная с 2014 года, Ройтер работает вместе с австралийским диджеем Деннис Николлз (Dennis Nicholls), создав новый псевдоним: twoloud (с маленькой буквы). Под новым ником на середину 2015 года выпущено уже более 20 ремиксов. Шлайс же продолжает заниматься выпуском пресетов для своего детища Nexus², а также пакетов с семплами «Vengeance», по сей день.

## Дискография

### Альбомы
- Spencer&Hill — Housebeats Made in Germany (Tiger Rec.)
- Spencer&Hill — The Funky Years (Zooland)

### Релизы
2005
- Spencer & Hill EP
- Wanna Be

2006
- Back in the Love
- When the Lights Turn Off (feat. Erick Morillo)

2007
- Get It On

2008
- Most Wanted EP
- Housebeat EP

2009
- Cool
- Flat EP
- Trespasser
- 303

2010
- It’s a Smash (совместно с Dave Darell)
- Excuse Me
- Cantina (совместно с Bastian Van Shield)

2011
- Yeah Yeah Yeah
- One Touch Away
- Believe It (feat. Nadia Ali)

2012
- Surrender (feat. Ari)
- Let Out Da Freak (feat. Mimoza)

2013
- Pump it up
- Dead or Alive
- Washed Out Road (feat. Lindsey Nourse)

### Ремиксы
Sultan & Ned Shepard ft. Nadia Ali — Call My Name (Spencer&Hill Remix)
Afrojack — Take over control (Spencer&Hill Remix)
Cascada — Pyromania (Spencer&Hill Airplay Mix)
Yello — The Expert (Spencer&Hill Remix)
Gigi Barocco vs Ice MC — Think about the way 2k9 (Spencer&Hill Remix)
Medina — You & I (Spencer&Hill Remix)
Bob Sinclair — La La Song (Spencer&Hill Remix)
Franky goes to Hollywood — Relax (Spencer&Hill Remix)
Paul van Dyk — For an angel (Spencer&Hill Remix)
Royksopp — Girl and the robot (Spencer&Hill Remix)
Tiga — Shoes (Spencer&Hill Remix)
N-Trance — Set u free 2008 (Spencer&Hill Classic Mix)
Porn Kings Vs. Dj Supreme — Up To Tha Wildstyle (Spencer&Hill Remix)
R.I.O — When the sun comes down (Spencer&Hill Remix)
4 Strings vs. Da Mack — Da Mack (Spencer&Hill Remix)
Private — My secret lover (Spencer&Hill Remix)
S & H Project ft. Jades — Summer’s gone (Spencer&Hill Remix)
Dave Darell — Freeloader (Spencer&Hill Remix)
Selda — 100 % pure love (Spencer&Hill Remix)
Giant JR — Evil (Spencer&Hill Remix)
S & H Project — One stop love (Spencer & Hill Remix)
Milk&Sugar — Stay around (Spencer&Hill Remix)
Avenue — The Last Goodbye (Spencer&Hill Remix)
Lowrider — Pitchdown (S&H Project Remix)
N-Trance — Set u free 2008 (Spencer&Hill Remix)
Velvet — Fix me (Spencer&Hill Remix)
BWO — Lay your love one (Spencer&Hill Remix)
R.I.O — Shine on (Spencer&Hill Remix)
Dj Tom & Bump N' Grind — So much love to give (Spencer&Hill Remix)
Lorie — Play (Spencer&Hill Remix)
Moby — Disco lies (Spencer&Hill Remix)
Booty Luv — Some kinda rush (Spencer&Hill Remix)
Cezar — Keep on (Spencer&Hill Remix)
S&H Project — Bob the radio (Spencer&Hill Mixes)
Lorie — Play (Spencer&Hill Remix)
Cascada — What do you want from me (S&H Project Remix)
September — Cry for you (Spencer&Hill Remix)
Sash! — Mysterious times (Spencer&Hill Remix)
Cascada — What hurts the most (Spencer&Hill Remix)
Yanou ft. Mark Daviz — A girl like you (S&H Project Remix)
R.I.O — R.I.O (S&H Project Remix)
Lorie — Je Vais Vite (Spencer&Hill Remix)
Sugababes — About You Now (Spencer&Hill Remix)
Dj Tiesto — Carpe Noctum (Spencer&Hill Remix)
Yanou — Sun is shinning (Spencer&Hill Remix)
S & H Project — Percualte it (Spencer&Hill Mixes)
Taio Cruz — Moving on (Spencer&Hill Remix)
Chris Lake — Changes (Spencer&Hill Remix)
Scooter ft. Fatman Scoop — Behind the cow (Spencer&Hill Mixes)
Above&Beyond — For all I care (Spencer&Hill Remix)
Cascada — Everytime we touch (Spencer&Hill Remix)
Morillo ft. P. Diddy — Dance I said (Spencer&Hill Remix)
Cass Fox — Touch me (Spencer&Hill Remix)
Yanou ft. Liz — King of my castle (Spencer&Hill Dub Mix)
Michael Gray — Boderline (Spencer&Hill Remix)
Ian Carey — Say what you want (Spencer&Hill Remix)
Rasmus Faber — Get over here (Spencer&Hill Remix)
Fishbowl — Lets get down (Spencer&Hill Remix)
Ultra Djs — You&me (Spencer&Hill Remix)